# Orange Ferriss

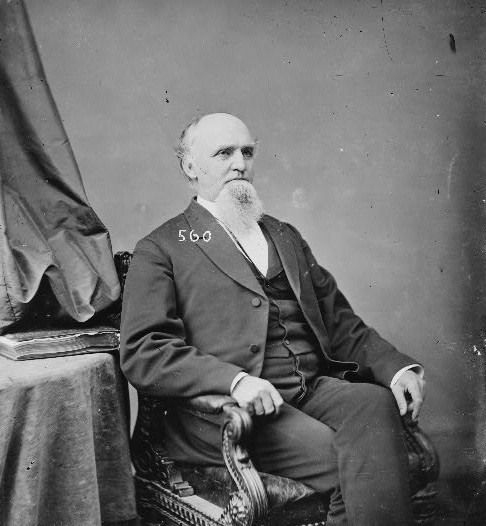
Orange Ferriss

Orange Ferriss (* 26. November 1814 in Glens Falls, New York; † 11. April 1894 ebenda) war ein US-amerikanischer Jurist und Politiker. Zwischen 1867 und 1871 vertrat er den Bundesstaat New York im US-Repräsentantenhaus.

## Werdegang
Orange Ferriss wurde während des Britisch-Amerikanischen Krieges in Glens Falls im Warren County geboren und wuchs dort auf. Er schloss seine Vorstudien ab und besuchte die University of Vermont in Burlington. Dann studierte er Jura. Seine Zulassung als Anwalt erhielt er 1840 und begann dann in Glens Falls zu praktizieren. Er war zwischen 1838 und 1841 sowie zwischen 1845 und 1848 als Friedensrichter tätig. Daneben war er in den Jahren 1839 und 1840 Inspektor an öffentlichen Schulen. Zwischen 1839 und 1842 arbeitete er als Corporation Clerk. Dann war er zwischen 1851 und 1863 als Bezirksrichter sowie Vormundschafts- und Nachlassrichter (surrogate) im Warren County tätig.
Politisch gehörte er der Republikanischen Partei an. Bei den Kongresswahlen des Jahres 1866 für den 40. Kongress wurde Ferriss im 16. Wahlbezirk von New York in das US-Repräsentantenhaus in Washington, D.C. gewählt, wo er am 4. März 1867 die Nachfolge von Robert S. Hale antrat. Er wurde einmal wiedergewählt. Da er auf eine erneute Kandidatur im Jahr 1870 verzichtete, schied er nach dem 3. März 1871 aus dem Kongress aus. Als Kongressabgeordneter hatte er den Vorsitz über das Committee on Mines and Mining (41. Kongress).
Präsident Ulysses S. Grant ernannte ihn zum Commissioner of Southern Claims – eine Stellung, die er von 1871 bis 1877 innehatte. Am 12. Mai 1880 wurde er Second Auditor of the Treasury. Ferriss bekleidete den Posten bis zu seinem Rücktritt am 19. Juni 1885. Er ging in den Ruhestand und lebte in Glens Falls. Am 11. April 1894 verstarb er dort und wurde dann auf dem gleichnamigen Friedhof beigesetzt.